# Copa Davis de 2008 - Zona das Américas - Grupo I
O Grupo I da Zona das Américas é a primeira divisão, de quatro, da zona que representa o continente americano em 2008.
O Brasil e o Chile avançaram aos play-offs do Grupo Mundial do mesmo ano e o México foi rebaixado ao Grupo II da temporada seguinte.

## Participantes
| Cabeças de chave 1. Chile 2. Brasil | Não cabeças de chave - Canadá - Colômbia - México - Uruguai |

## Chave
|  |                                             |                                             |                                             |          |         |                                           |                                           |                                           |                                     |                                     |                                   |                                   |                                   |        |   |                               |                               |                               |
|  | Play-offs: segunda fase 19 a 21 de setembro | Play-offs: segunda fase 19 a 21 de setembro | Play-offs: segunda fase 19 a 21 de setembro |          |         | Play-offs: primeira fase 18 a 20 de julho | Play-offs: primeira fase 18 a 20 de julho | Play-offs: primeira fase 18 a 20 de julho |                                     |                                     | Primeira fase 8 a 10 de fevereiro | Primeira fase 8 a 10 de fevereiro | Primeira fase 8 a 10 de fevereiro |        |   | Segunda fase 11 a 13 de abril | Segunda fase 11 a 13 de abril | Segunda fase 11 a 13 de abril |
|  | Play-offs: segunda fase 19 a 21 de setembro | Play-offs: segunda fase 19 a 21 de setembro | Play-offs: segunda fase 19 a 21 de setembro |          |         | Play-offs: primeira fase 18 a 20 de julho | Play-offs: primeira fase 18 a 20 de julho | Play-offs: primeira fase 18 a 20 de julho |                                     |                                     | Primeira fase 8 a 10 de fevereiro | Primeira fase 8 a 10 de fevereiro | Primeira fase 8 a 10 de fevereiro |        |   | Segunda fase 11 a 13 de abril | Segunda fase 11 a 13 de abril | Segunda fase 11 a 13 de abril |
|  |                                             |                                             |                                             |          |         |                                           |                                           |                                           |                                     |                                     |                                   |                                   |                                   |        |   |                               |                               |                               |
|  |                                             |                                             |                                             |          |         |                                           |                                           |                                           |                                     |                                     |                                   |                                   |                                   |        |   |                               |                               |                               |
|  | 1                                           | Chile                                       |                                             |          |         |                                           |                                           |                                           |                                     |                                     |                                   |                                   |                                   |        |   |                               |                               |                               |
|  | 1                                           | Chile                                       |                                             |          |         |                                           |                                           |                                           |                                     |                                     |                                   |                                   |                                   |        |   |                               |                               |                               |
|  |                                             |                                             |                                             | bye      |         |                                           |                                           | Santiago, Chile – saibro                  | Santiago, Chile – saibro            | Santiago, Chile – saibro            |                                   |                                   |                                   |        |   |                               |                               |                               |
|  |                                             |                                             |                                             | bye      |         |                                           |                                           |                                           |                                     | Santiago, Chile – saibro            |                                   |                                   |                                   |        |   |                               |                               |                               |
|  |                                             | bye                                         |                                             |          |         |                                           | 1                                         | Chile                                     | 3                                   |                                     |                                   |                                   |                                   |        |   |                               |                               |                               |
|  |                                             |                                             |                                             |          |         |                                           | 1                                         | Chile                                     | 3                                   |                                     |                                   |                                   |                                   |        |   |                               |                               |                               |
|  |                                             |                                             |                                             | México   |         |                                           |                                           | Calgary, Canadá – carpete (coberto)       | Calgary, Canadá – carpete (coberto) | Calgary, Canadá – carpete (coberto) |                                   |                                   |                                   | Canadá | 2 |                               |                               |                               |
|  |                                             |                                             |                                             | México   |         |                                           |                                           | Calgary, Canadá – carpete (coberto)       | Calgary, Canadá – carpete (coberto) | Calgary, Canadá – carpete (coberto) |                                   |                                   |                                   | Canadá | 2 |                               |                               |                               |
|  |                                             |                                             |                                             |          | México  | 1                                         |                                           |                                           |                                     |                                     |                                   |                                   |                                   |        |   |                               |                               |                               |
|  |                                             |                                             |                                             |          | México  | 1                                         |                                           |                                           |                                     |                                     |                                   |                                   |                                   |        |   |                               |                               |                               |
|  | León, México – carpete (coberto)            | León, México – carpete (coberto)            | León, México – carpete (coberto)            |          |         |                                           | Canadá                                    | 4                                         |                                     |                                     |                                   |                                   |                                   |        |   |                               |                               |                               |
|  | León, México – carpete (coberto)            | León, México – carpete (coberto)            | León, México – carpete (coberto)            |          |         |                                           | Canadá                                    | 4                                         |                                     |                                     |                                   |                                   |                                   |        |   |                               |                               |                               |
|  |                                             | México                                      | 2                                           |          |         |                                           |                                           |                                           |                                     |                                     |                                   |                                   |                                   |        |   |                               |                               |                               |
|  |                                             | México                                      | 2                                           |          |         |                                           |                                           |                                           |                                     |                                     |                                   |                                   |                                   |        |   |                               |                               |                               |
|  |                                             | Uruguai                                     | 3                                           |          |         | Punta del Este, Uruguai – saibro          | Punta del Este, Uruguai – saibro          | Punta del Este, Uruguai – saibro          |                                     |                                     |                                   |                                   |                                   |        |   |                               |                               |                               |
|  |                                             | Uruguai                                     | 3                                           |          |         | Punta del Este, Uruguai – saibro          | Punta del Este, Uruguai – saibro          | Punta del Este, Uruguai – saibro          |                                     |                                     |                                   |                                   |                                   |        |   |                               |                               |                               |
|  |                                             |                                             |                                             |          | Uruguai | 2                                         |                                           |                                           |                                     |                                     |                                   |                                   |                                   |        |   |                               |                               |                               |
|  |                                             |                                             |                                             |          | Uruguai | 2                                         |                                           |                                           |                                     |                                     |                                   |                                   |                                   |        |   |                               |                               |                               |
|  |                                             |                                             |                                             | Colômbia | 3       |                                           |                                           | Sorocaba, Brasil – saibro                 | Sorocaba, Brasil – saibro           | Sorocaba, Brasil – saibro           |                                   |                                   |                                   |        |   |                               |                               |                               |
|  |                                             |                                             |                                             | Colômbia | 3       |                                           |                                           | Sorocaba, Brasil – saibro                 | Sorocaba, Brasil – saibro           | Sorocaba, Brasil – saibro           |                                   |                                   |                                   |        |   |                               |                               |                               |
|  |                                             |                                             |                                             |          | Uruguai |                                           |                                           |                                           |                                     |                                     | Colômbia                          | 1                                 |                                   |        |   |                               |                               |                               |
|  |                                             |                                             |                                             |          | Uruguai |                                           |                                           |                                           |                                     |                                     | Colômbia                          | 1                                 |                                   |        |   |                               |                               |                               |
|  |                                             |                                             |                                             |          |         |                                           | bye                                       |                                           |                                     |                                     |                                   |                                   | 2                                 | Brasil | 4 |                               |                               |                               |
|  |                                             |                                             |                                             |          |         |                                           | bye                                       |                                           |                                     |                                     |                                   |                                   | 2                                 | Brasil | 4 |                               |                               |                               |
|  |                                             |                                             |                                             |          |         |                                           |                                           | bye                                       |                                     |                                     |                                   |                                   |                                   |        |   |                               |                               |                               |
|  |                                             |                                             |                                             |          |         |                                           |                                           |                                           |                                     |                                     |                                   |                                   |                                   |        |   |                               |                               |                               |
|  |                                             |                                             |                                             |          |         | 2                                         | Brasil                                    |                                           |                                     |                                     |                                   |                                   |                                   |        |   |                               |                               |                               |
|  |                                             |                                             |                                             |          |         | 2                                         | Brasil                                    |                                           |                                     |                                     |                                   |                                   |                                   |        |   |                               |                               |                               |
|  |                                             |                                             |                                             |          |         |                                           |                                           |                                           |                                     |                                     |                                   |                                   |                                   |        |   |                               |                               |                               |

## Primeira fase

### México vs. Canadá
| Canadá 4 | The Corral at Stampede Park, Calgary, Canadá 8 a 10 de fevereiro carpete (coberto) | The Corral at Stampede Park, Calgary, Canadá 8 a 10 de fevereiro carpete (coberto) | México 1 |      |     |   |   |  |
| \| \| \| \| 1 \| 2 \| 3 \| 4 \| 5 \| \| \| - \| \| --------------------------------------------------------------------- \| ---- \| ---- \| --- \| - \| - \| \| \| 1 \| \| Frederic Niemeyer Santiago Gonzalez \| 6 4 \| 6 4 \| 7 6 \| \| \| \| \| 2 \| \| Peter Polansky Bruno Echagaray \| 6 3 \| 7 5 \| 6 2 \| \| \| \| \| 3 \| \| Daniel Nestor / Frederic Niemeyer Bruno Echagaray / Santiago Gonzalez \| 6 4 \| 6 4 \| 6 4 \| \| \| \| \| 4 \| \| Vasek Pospisil Bruno Echagaray \| 6 2 \| 1 6 \| 5 7 \| \| \| \| \| 5 \| \| Peter Polansky Cesar Ramirez \| 7 66 \| 7 64 \| \| \| \| \| |                                                                                    |                                                                                    |          |      |     |   |   |  |
| |                                                                                    |                                                                                    | 1        | 2    | 3   | 4 | 5 |  |
| 1 | Canadá · México                                                                    | Frederic Niemeyer Santiago Gonzalez                                                | 6 4      | 6 4  | 7 6 |   |   |  |
| 2 | Canadá · México                                                                    | Peter Polansky Bruno Echagaray                                                     | 6 3      | 7 5  | 6 2 |   |   |  |
| 3 | Canadá · México                                                                    | Daniel Nestor / Frederic Niemeyer Bruno Echagaray / Santiago Gonzalez              | 6 4      | 6 4  | 6 4 |   |   |  |
| 4 | Canadá · México                                                                    | Vasek Pospisil Bruno Echagaray                                                     | 6 2      | 1 6  | 5 7 |   |   |  |
| 5 | Canadá · México                                                                    | Peter Polansky Cesar Ramirez                                                       | 7 66     | 7 64 |     |   |   |  |

### Uruguai vs. Colômbia
| Uruguai 2 | Cantegril Country Club, Punta del Este, Uruguai 8 a 10 de fevereiro saibro | Cantegril Country Club, Punta del Este, Uruguai 8 a 10 de fevereiro saibro | Colômbia 3 |      |      |      |     |  |
| \| \| \| \| 1 \| 2 \| 3 \| 4 \| 5 \| \| \| - \| \| ---------------------------------------------------------------- \| --- \| ---- \| ---- \| ---- \| --- \| \| \| 1 \| \| Marcel Felder Alejandro Falla \| 2 6 \| 5 7 \| 2 6 \| \| \| \| \| 2 \| \| Pablo Cuevas Santiago Giraldo \| 6 4 \| 3 6 \| 5 7 \| 7 66 \| 6 4 \| \| \| 3 \| \| Marcel Felder / Pablo Cuevas Michael Quintero / Carlos Salamanca \| 6 4 \| 63 7 \| 6 3 \| 64 7 \| 8 6 \| \| \| 4 \| \| Pablo Cuevas Alejandro Falla \| 2 6 \| 3 6 \| 2 6 \| \| \| \| \| 5 \| \| Marcel Felder Santiago Giraldo \| 2 6 \| 4 6 \| 65 7 \| \| \| \| |                                                                            |                                                                            |            |      |      |      |     |  |
| |                                                                            |                                                                            | 1          | 2    | 3    | 4    | 5   |  |
| 1 | Uruguai · Colômbia                                                         | Marcel Felder Alejandro Falla                                              | 2 6        | 5 7  | 2 6  |      |     |  |
| 2 | Uruguai · Colômbia                                                         | Pablo Cuevas Santiago Giraldo                                              | 6 4        | 3 6  | 5 7  | 7 66 | 6 4 |  |
| 3 | Uruguai · Colômbia                                                         | Marcel Felder / Pablo Cuevas Michael Quintero / Carlos Salamanca           | 6 4        | 63 7 | 6 3  | 64 7 | 8 6 |  |
| 4 | Uruguai · Colômbia                                                         | Pablo Cuevas Alejandro Falla                                               | 2 6        | 3 6  | 2 6  |      |     |  |
| 5 | Uruguai · Colômbia                                                         | Marcel Felder Santiago Giraldo                                             | 2 6        | 4 6  | 65 7 |      |     |  |

## Segunda fase

### Chile vs. Canadá
| Chile 3 | Estadio Nacional, Santiago, Chile 11 a 13 de abril saibro | Estadio Nacional, Santiago, Chile 11 a 13 de abril saibro           | Canadá 2 |      |     |     |     |  |
| \| \| \| \| 1 \| 2 \| 3 \| 4 \| 5 \| \| \| - \| \| ------------------------------------------------------------------- \| ---- \| ---- \| --- \| --- \| --- \| \| \| 1 \| \| Fernando Gonzalez Peter Polansky \| 7 64 \| 7 63 \| 5 7 \| 6 2 \| \| \| \| 2 \| \| Nicolas Massu Frederic Niemeyer \| 3 6 \| 6 4 \| 6 4 \| 5 7 \| 6 3 \| \| \| 3 \| \| Fernando Gonzalez / Nicolas Massu Daniel Nestor / Frederic Niemeyer \| 3 6 \| 63 7 \| 6 3 \| 7 5 \| 6 4 \| \| \| 4 \| \| Paul Capdeville Frederic Niemeyer \| 3 6 \| 4 6 \| \| \| \| \| \| 5 \| \| Hans Podlipnik-Castillo Peter Polansky \| 3 6 \| 2 6 \| \| \| \| \| |                                                           |                                                                     |          |      |     |     |     |  |
| |                                                           |                                                                     | 1        | 2    | 3   | 4   | 5   |  |
| 1 | Chile · Canadá                                            | Fernando Gonzalez Peter Polansky                                    | 7 64     | 7 63 | 5 7 | 6 2 |     |  |
| 2 | Chile · Canadá                                            | Nicolas Massu Frederic Niemeyer                                     | 3 6      | 6 4  | 6 4 | 5 7 | 6 3 |  |
| 3 | Chile · Canadá                                            | Fernando Gonzalez / Nicolas Massu Daniel Nestor / Frederic Niemeyer | 3 6      | 63 7 | 6 3 | 7 5 | 6 4 |  |
| 4 | Chile · Canadá                                            | Paul Capdeville Frederic Niemeyer                                   | 3 6      | 4 6  |     |     |     |  |
| 5 | Chile · Canadá                                            | Hans Podlipnik-Castillo Peter Polansky                              | 3 6      | 2 6  |     |     |     |  |

### Colômbia vs. Brasil
| Brasil 4 | Tênis Clube de Sorocaba, Sorocaba, Brasil 11 a 13 de abril saibro | Tênis Clube de Sorocaba, Sorocaba, Brasil 11 a 13 de abril saibro | Colômbia 1 |      |      |     |     |            |
| \| \| \| \| 1 \| 2 \| 3 \| 4 \| 5 \| \| \| - \| \| ----------------------------------------------------------- \| ---- \| ---- \| ---- \| --- \| --- \| ---------- \| \| 1 \| \| Thomaz Bellucci Santiago Giraldo \| 7 66 \| 6 4 \| 3 6 \| 4 6 \| 2 6 \| \| \| 2 \| \| Marcos Daniel Juan-Sebastian Cabal \| 6 1 \| 5 1 \| \| \| \| retirou-se \| \| 3 \| \| Marcelo Melo / André Sá Michael Quintero / Carlos Salamanca \| 6 3 \| 6 3 \| 6 1 \| \| \| \| \| 4 \| \| Marcos Daniel Santiago Giraldo \| 6 4 \| 7 6¹ \| 68 7 \| 6 5 \| \| \| \| 5 \| \| Thomaz Bellucci Juan-Sebastian Cabal \| 6 4 \| 7 5 \| \| \| \| \| |                                                                   |                                                                   |            |      |      |     |     |            |
| |                                                                   |                                                                   | 1          | 2    | 3    | 4   | 5   |            |
| 1 | Brasil · Colômbia                                                 | Thomaz Bellucci Santiago Giraldo                                  | 7 66       | 6 4  | 3 6  | 4 6 | 2 6 |            |
| 2 | Brasil · Colômbia                                                 | Marcos Daniel Juan-Sebastian Cabal                                | 6 1        | 5 1  |      |     |     | retirou-se |
| 3 | Brasil · Colômbia                                                 | Marcelo Melo / André Sá Michael Quintero / Carlos Salamanca       | 6 3        | 6 3  | 6 1  |     |     |            |
| 4 | Brasil · Colômbia                                                 | Marcos Daniel Santiago Giraldo                                    | 6 4        | 7 6¹ | 68 7 | 6 5 |     |            |
| 5 | Brasil · Colômbia                                                 | Thomaz Bellucci Juan-Sebastian Cabal                              | 6 4        | 7 5  |      |     |     |            |

## Play-offs de rebaixamento: primeira fase
Não houve. Os times receberam bye diretamente para a fase seguinte.

## Play-offs de rebaixamento: segunda fase

### México vs. Uruguai
| México 2 | Domo de la Feria de Leon, León, México 19 a 21 de setembro carpete (coberto) | Domo de la Feria de Leon, León, México 19 a 21 de setembro carpete (coberto) | Uruguai 3 |      |     |      |     |  |
| \| \| \| \| 1 \| 2 \| 3 \| 4 \| 5 \| \| \| - \| \| ------------------------------------------------------------------- \| ---- \| ---- \| --- \| ---- \| --- \| \| \| 1 \| \| Daniel Garza Pablo Cuevas \| 64 7 \| 6 4 \| 7 5 \| 7 68 \| \| \| \| 2 \| \| Bruno Rodriguez Marcel Felder \| 4 6 \| 6 4 \| 6 3 \| 69 7 \| 0 6 \| \| \| 3 \| \| Miguel Gallardo-Valles / Victor Romero Pablo Cuevas / Marcel Felder \| 7 62 \| 5 7 \| 6 2 \| 7 6¹ \| \| \| \| 4 \| \| Miguel Gallardo-Valles Pablo Cuevas \| 1 6 \| 7 64 \| 3 6 \| 4 6 \| \| \| \| 5 \| \| Daniel Garza Marcel Felder \| 6 3 \| 0 6 \| 1 6 \| 6 4 \| 3 6 \| \| |                                                                              |                                                                              |           |      |     |      |     |  |
| |                                                                              |                                                                              | 1         | 2    | 3   | 4    | 5   |  |
| 1 | México · Uruguai                                                             | Daniel Garza Pablo Cuevas                                                    | 64 7      | 6 4  | 7 5 | 7 68 |     |  |
| 2 | México · Uruguai                                                             | Bruno Rodriguez Marcel Felder                                                | 4 6       | 6 4  | 6 3 | 69 7 | 0 6 |  |
| 3 | México · Uruguai                                                             | Miguel Gallardo-Valles / Victor Romero Pablo Cuevas / Marcel Felder          | 7 62      | 5 7  | 6 2 | 7 6¹ |     |  |
| 4 | México · Uruguai                                                             | Miguel Gallardo-Valles Pablo Cuevas                                          | 1 6       | 7 64 | 3 6 | 4 6  |     |  |
| 5 | México · Uruguai                                                             | Daniel Garza Marcel Felder                                                   | 6 3       | 0 6  | 1 6 | 6 4  | 3 6 |  |